# 野伏ヶ岳
野伏ヶ岳（のぶせがたけ）は、岐阜県郡上市白鳥町と福井県大野市の境にある、標高1,674 mの山。両白山地の山で、日本三百名山及びぎふ百山に選定されている。

## 概要
野伏ヶ岳の東側には、石徹白川があり、その支流の推高谷と小白山谷の源流の山である。一般的な登山道がなく、豪雪地帯であり、春先の残雪期に登られる山である。岐阜県郡上市上在所にある白山中居神社から、石徹白川の大進橋を西に渡ると、野伏ヶ岳方面への林道がある。この林道終点の標高1,050 m付近までは、杉の植林地となっている。林道終点の先は和田ノ小池や池塘がある以前は和田山牧場だった平坦な場所がある。春先にこの雪面の上にテントを張って、周辺の山へ登るスキーヤーやハイカーがいる。その上部の山腹には、ブナ林が多い。山頂付近は、クマザサに覆われている。山頂には、三等三角点が設置されている。かつては野伏ヶ岳と小白山（おじろやま、標高1,609 m）との鞍部の橋立峠が、岐阜県郡上市白鳥町と福井県大野市打波との往路に利用されていた。

## 登山ルート
一般登山道がないため、残雪期の3月下旬から4月中旬が適期で、無雪期の登頂は困難とされている。山頂からは、北に別山とその左奥に白山、東には大日ヶ岳と稜線越しに北アルプスと御嶽山、南に能郷白山や荒島岳、西には経ヶ岳と赤兎山などを望むことができる。
- 牧場跡から山頂から南南東に伸びる「ダイレクト尾根」と呼ばれる稜線を利用するルートが一般的である[5][7]。登山口付近の林道脇では春に、ザゼンソウやキクザキイチゲなどの花が見られる。

白山中居神社 - 林道 - 和田山牧場跡 - ダイレクト尾根 - 野伏ヶ岳
- 小白山方面からの南稜線のルート。

小白山 - 小白山北峰 - 橋立峠 - 野伏ヶ岳
- 銚子ヶ峰方面からの北稜線のルート[8]。

銚子ヶ峰 - 願教寺山 - ヨモ太郎山 - 日岸山 - 薙刀山 - 野伏ヶ岳

## 地理
両白山地の一ノ峰と銚子ヶ峰の間から、願教寺山（1,691 m）- ヨモ太郎山 - 日岸山 - 薙刀山（1,647 m） - 野伏ヶ岳 - 小白山へと南に延びる細長い尾根上にある。その尾根の南端は九頭竜川で遮られている。南側の小白山との間には橋立峠（三ノ又谷と小白山谷との分水嶺）の鞍部がある。

### 周辺の山

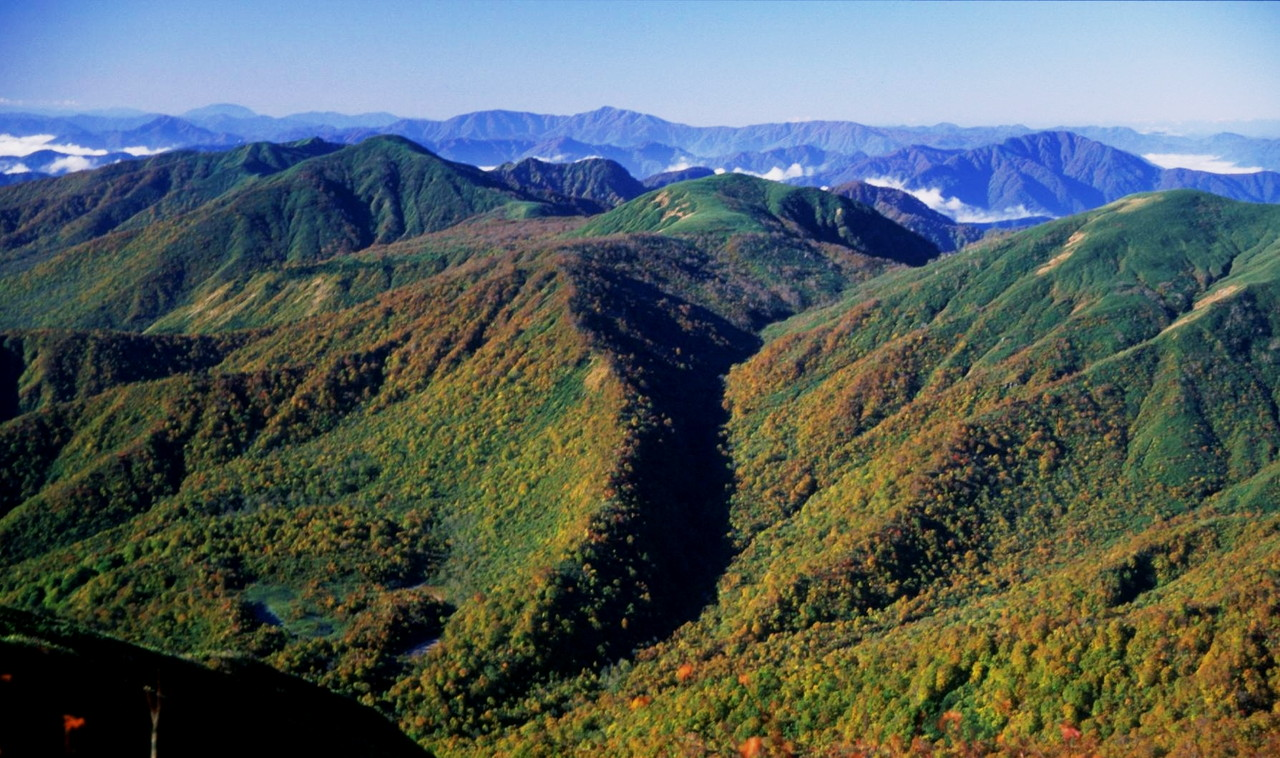
銚子ヶ峰から望む周辺の山々
左から野伏ヶ岳、薙刀山、ヨモ太郎山

北側には、両白山地の山々が連なる。この山域は白山国立公園の指定区域外である。南側には能郷白山などの越美山地の山々が連なる。
| 山容 | 山名     | 標高 (m) | 三角点等級 基準点名 | 野伏ヶ岳からの 方角と距離(km) | 備考                                |
| ---- | -------- | -------- | ------------------- | ----------------------------- | ----------------------------------- |
|      | 白山     | 2,702.17 | 一等 白山           | 北 16.2                       | 両白山地と石川県の最高峰 日本百名山 |
|      | 別山     | 2,399.35 | 二等 別山           | 北北東 10.7                   | 別山神社                            |
|      | 経ヶ岳   | 1,625.20 | 一等 経ケ岳         | 西北西 10.6                   | 日本三百名山                        |
|      | 三ノ峰   | 2,128    |                     | 北 8.6                        | 三ノ峰避難小屋                      |
|      | 野伏ヶ岳 | 1,674.28 | 三等 野伏           | 0                             | 日本三百名山                        |
|      | 大日ヶ岳 | 1,708.87 | 一等 大日ケ岳       | 東 9.6                        | 日本二百名山                        |
|      | 荒島岳   | 1,523.49 | 一等 荒島山         | 南西 14.7                     | 日本百名山                          |

### 源流の河川
日本海へと流れる以下の九頭竜川水系の支流の源流部にある。
- 美濃又川（波打川の支流） - 南側の橋立峠の西側の西面には砂防工事がなされ、上部まで林道が伸びる。
- 推高谷、小白山谷　（石徹白川の支流）

### 周辺のスキー場
- 福井和泉スキー場（大野市）
- イトシロシャーロットタウン（郡上市）
- ウイングヒルズ白鳥リゾート（郡上市）

### 交通・アクセス
- 長良川鉄道越美南線の北濃駅の北西12.7 kmに位置する。
- 東海北陸自動車道の高鷲インターチェンジの西北西15.7 kmに位置する。
- 東山麓を岐阜県道・福井県道127号白山中居神社朝日線が通り、白山中居神社から和田山牧場に至る林道がある。
- 西山麓を福井県道173号上小池勝原線が通り、橋立峠付近まで林道がある[10]。

## 野伏ヶ岳の風景
|                         |                                       |                                               |                                   |
| 鎌ヶ峰から望む 野伏ヶ岳 | 願教寺山から望む 野伏ヶ岳に連なる山々 | 野伏ヶ岳東面のダイレクト 尾根と和田山牧場跡地 | 野伏ヶ岳から望む 能郷白山と荒島岳 |

## 関連図書
- 『日本の山1000』山と溪谷社〈山溪カラー名鑑〉、1992年8月。ISBN 4635090256。
- 『日本三百名山』毎日新聞社、1997年3月。ISBN 4620605247。
- 『日本三百名山登山ガイド下』山と溪谷社、2000年12月。ISBN 4635530221。
- 高木泰夫、大森久雄、柏木宏信 著、日本山岳会 編『新日本山岳誌』ナカニシヤ出版、2005年11月1日。ISBN 4779500001。
- 飛騨山岳会『飛騨の山』ナカニシヤ出版、2010年11月。ISBN 9784398757838。
- 『白山　荒島岳』昭文社〈山と高原地図 2011年版〉、2011年3月。ISBN 9784398757838。